# ジョーイ・ニューマン
ジョーイ・ニューマン（Joey Newman, 1976年9月9日 - ）は、アメリカ合衆国の作曲家、オーケストレーター、編曲家、指揮者。映画音楽、およびテレビ、ゲームの音楽を手掛けている。映画音楽の作曲家一家として知られる「ニューマン・ファミリー」の1人で、ライオネル・ニューマンの孫。デヴィッド、トーマス、ランディの次の世代に当たる。バークリー音楽大学で学んだ。

## ディスコグラフィ

### 映画
- チョコレートドーナツ Any Day Now,2012年
- My Uncle Rafael,2012年
- Adam and Dog,2011年
- Showing Up(documentary),2013年
- The Space Between,2010年
- Safe Harbour(video),2007年
- Pursued,2004年
- Stealing Time,2004年

### ドラマ
- THE MIDDLE
- PRIVILEGED
- LITTLE PEOPLE,BIG WORLD
- CLUBHOUSE
- ONECE AND AGAIN
- PROVIDENCE
- FELICITY

### ゲーム
- リネージュ（エヌ・シー・ジャパン）